# Maria Dulce Silva Barros
Maria Dulce Silva Barros  ComMM (Teresina, Piauí, 1º de maio de 1954) é uma diplomata brasileira. Foi embaixadora do Brasil na Costa Rica e Subsecretaria-Geral das Comunidades Brasileiras e de Assuntos Consulares e Jurídicos do Ministério de Relações Exteriores.  Atualmente, é cônsul-geral do Brasil no Faro.

## Biografia

### Formação Acadêmica
Em 1973, formou-se em Direito pela Universidade do Estado do Rio de Janeiro.

### Vida pessoal
Nasceu em Teresina, no Piauí, filha de Dulce Soares da Silva e Fenelon Nonato da Silva.

### Carreira Diplomática
Ingressou na carreira diplomática em 1974, no cargo de Terceira Secretária, após ter concluído o Curso de Preparação à Carreira de Diplomata do Instituto Rio Branco.
Foi inicialmente lotada na Divisão de Patrimônio. A partir de 1975, passou a trabalhar na Divisão de Organismos Internacionais Especializados, tendo exercido a função de assistente e chefe substituta por cinco anos. No ano de 1978, havia sido promovida a segunda secretária. Em seguida, trabalhou, de 1985 a 1988, na Divisão de Operações de Promoção Comercial. Sua promoção para o cargo de primeira secretária ocorreu em 1982.
Em 1985, mudou-se para Washington, com vistas a integrar a Missão do Brasil junto à Organização dos Estados Americanos. Em seu regresso ao Brasil, no ano de 1988, passou a atuar como subchefe da Divisão da Organização dos Estados Americanos e, a partir de 1990, como chefe. Em 1989, ano de sua promoção a conselheira, chefiou a delegação da XXXIII Sessão Ordinária da Comissão das Nações Unidas sobre Entorpecentes, em Viena.
Em 1993, chefiou a Divisão da África II e, no mesmo ano, foi removida para La Paz, onde exerceu a função de conselheira na Embaixada do Brasil junto à Bolívia. Ao retornar a Brasília, no ano de 1996, ocupou o cargo de vice-diretora do Instituto Rio Branco. Em 1997, deu-se sua promoção a ministra de Segunda Classe. Em seguida, assumiu a função de ministra-conselheira na Embaixada do Brasil na Haia. No ano de 2003, mudou-se para Buenos Aires, onde trabalhou como ministra-conselheira da Embaixada do Brasil junto à República da Argentina.
Em 2007, foi designada Embaixadora em Praia, cargo que ocupou até 2001, quando assumiu a chefia da Embaixada do Brasil em São José da Costa Rica. Deu-se também em 2007 sua promoção ao cargo de ministra de Primeira Classe, o mais elevado grau na hierarquia da carreira diplomática brasileira. Assumiu, em 2016, o Consulado do Brasil em Lisboa. Em 2018, foi convidada pelo ministro de Estado a assumir a Subsecretaria-Geral das Comunidades Brasileiras e de Assuntos Consulares e Jurídicos do Ministério de Relações Exteriores, função que ocupou até o início de 2019. Atualmente, é cônsul-geral do Consulado do Brasil em Faro.

## Condecorações[2]
- Medalha do Mérito Tamandaré, Brasil (1980)
- Medalha do Mérito Santos Dumont, Brasil (1996)
- Ordem do Mérito Militar, Brasil, Comendadora especial (2006)[1]
- Grã-Cruz da Ordem de Rio Branco, Brasil (2008)